# Миссионерство в Самарской епархии
Миссионерская деятельность Самарской епархии — деятельность Русской православной церкви, направленная на обращение в православие представителей иных религий

## До появления Самарской епархии
Первые православные храмы и монастыри появились в регионе сразу вскоре после основания крепости Самара в конце XVI века, однако сведений о целенаправленной миссионерской деятельности в регионе, где проживало множество инородческого и иноверческого населения, немного.
Крупные монастыри, владевшие огромными вотчинами в регионе, никак не интересовались миссионерством, сосредоточившись исключительно на хозяйственно-экономическом управлении своими владениями. По сведениям историка Э. Л. Дубмана «Монастырские власти не предпринимали никаких попыток к христианизации чувашского и мордовского населения, составлявшего значительную часть жителей вотчин».
Единственным исключением являлся местный Спасо-Преображенский мужской монастырь, в чьих владениях четыре мордовские и чувашские деревни Шелехметь, Борковская, Терновое, Чуракаева в середине XVII века были обращены монахами в христианство.
Несколько иначе дело обстояло с миссионерством среди калмыков, где их христианизация являлась не только церковной заботой, но государственной политикой Российской империи. Город-крепость Ставрополь (ныне Тольятти) строился как административный центр для принявших крещение калмыков, для упрочения и распространения среди них христианства. Возглавлявшие ставропольское духовенство архимандрит Никодим (Ленкевич) и, позднее, протоиерей Андрей Чубовской хорошо знали калмыцкий язык, были специально подготовлены и обучены для миссионерской деятельности. Архимандрит Никодим, возглавлявший церковное строительство в Ставрополе и окрестностях и освятивший первый ставропольский храм, за 10 лет своего служения крестил около 1700 человек.
В 1739 году ставропольскую духовную миссию возглавил протопоп Андрей Чубовский. В помощь миссии Сенат постановил:
… Архиепископу киевскому Рафаилу и киево-печерскому архимандриту Тимофею, чтобы искусными богословами в Киеве учинена была выписка из книг для калмыков о сотворении мира и человека, о потопе и выходе евреев из Египта, о пророках, возвестивших спасительное воплощение Бога, слова о воплощении, страдании и воскрешении, об антихристовой прелести, кончине мира, с возвещением апостольской проповеди, того, какому году какая нация обратилась в христианскую веру, об утверждении веры мученической кровью, с изъяснением Символа Веры, единства Святой Троицы, почитания, а не боготворения икон, апостольских преданий и правил Вселенских соборов.
В 1740-х годах в Ставрополе была создана русско-калмыцкая школа, появились переводы на калмыцкий язык Нового Завета и молитв. Отец Андрей вместе с миссионером Яковом Гавриловичем Бестужевым и священником Иваном Петровичем Ляховым, также знавшими калмыцкий язык, часто объезжали калмыцкие улусы, служили службы в походном храме. Благодаря таким усилиям обращение калмыков в православие проходило относительно успешно. Чубовскому удалось обратить в православие ещё до 6000—10000 человек . Однако на практике обращение к православию проходило неэффективно, по сути калмыки продолжали исповедовать и буддизм, придерживаясь двоеверия. По всей видимости даже сама правительница крещёных калмыков княгиня Анна Тайшина не до конца порвала с ламаизмом и не придерживалась строго православия.
Но в период правления Екатерины II миссионерство сошло на нет. Β 1773 году вышел указ, устранявший архиереев от всяких дел об инородцах и ο строительстве их молитвенных домов, передавая все дела такого рода в ведение светской власти. В 1789 году было запрещено посылать проповедников к инородцам без особого дозволения губернатора, а в 1799 году должность проповедника и вовсе была упразднена. Такое изменение политики было связано с активным участием иноверцев в восстании Пугачёва, многочисленными волнениями среди них, а также с бегством калмыков из России в Китай. При Александре I на калмыцкий были переведены катехизис и Евангелие от Матфея, но очень неудачно и непонятно.
Миссионерством среди калмыков также пытались заниматься братья-гернгутеры из Сарепты, однако не сильно успешно. В 1823 году их миссионерство было остановлено правительством, а обращённых ими калмыков было велено присоединить к православной церкви. При Николае I вопрос о создании особой калмыцкой миссии несколько раз поднимался, но всякий раз был отклонён. Единственными средством для обращения калмыков оставались обучение священников калмыцкому языку в саратовской и астраханской семинариях, переводы на калмыцкий религиозной литературы и богослужения в походной церкви. В 1841 году правительством Российской империи калмыки были переселены с территории Самарского края.

## 1850—1917
Миссионерство считалось одним из весьма важных направлений церковной деятельности, поэтому самарскую епархиальную миссию, а позднее епархиальный миссионерский совет, возглавлял непосредственно правящий архиерей. Органом управления миссионерской деятельностью являлась самарская духовная консистория в первом, так называемом вероисповедальном, столе которой было сосредоточено управление миссионерами.

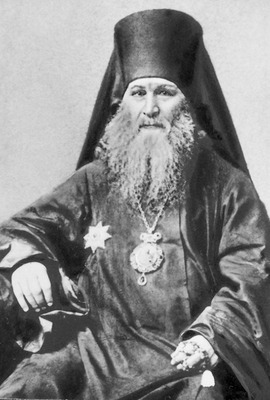
Герасим Добросердов

Однако в начальный период существования епархии внимание епископов занимало множество иных вопросов по организации различных её структур, и организованной миссионерской политики не осуществлялось. Впрочем, до последней трети XIX века в Российской империи и Русской Православной церкви вообще не существовало планомерной организации деятельности миссионерской деятельности.
В этот период миссионерская работа возлагалась на приходских священников. Предполагалось, что мерами воздействия на иноверцев, осуществляемыми в «духе любви и кротости», будут служить частные и публичные собеседования, духовные увещевания, церковные проповеди и прочее. При этом на священников также возлагалась обязанность сбора сведений о раскольниках и сектантах, выявление распространителей иных вероучений и донесение об этом в духовную консисторию. Учитывая, что священник при этом должен был исполнять свои прямые обязанности — совершать богослужения, отправлять требы, дополнительные обязанности епархиального чиновника и миссионера зачастую находились в небрежении.
После освобождения крестьян от крепостной зависимости движение бывших крепостных за их официальное признание старообрядцами вынудило православную церковь всерьёз заняться организацией миссионерской деятельности. В ноябре 1869 года под покровительством императрицы Марии Александровны было создано Православное миссионерское общество. Общество имело своей задачей содействие «православным миссионерам в обращении в православие обитающих в пределах Российской империи нехристиан», а вскоре его деятельность была распространена на иноверцев, к которым были отнесены и «мнимые старообрядцы» различных толков.
Первым Самарским епископом, обратившим достаточное внимание на миссионерство во вверенной ему епархии был владыка Герасим, ранее занимавшийся миссионерской деятельностью в Сибири и Эстляндии, за что он даже был избран председателем Миссионерского общества. Ознакомившись с положением дел в Самарской епархии Герасим заметил, что «жатва здесь многа для проповеди евангельской, а делателей очень мало». В то время на территории епархии проживало около двухсот тысяч мусульман, тысячи язычников среди мордвы, десятки тысяч раскольников разного рода, а миссионеров при этом практически не было. Герасим обратился в Святейший Синод за разрешением основать в епархии 4-5 миссионерских стана «для обращения на путь истины зараженных расколом, молоканством и пребывающих во тьме язычества и ислама».
Для той же цели «вразумления блуждающих вне двора св. церкви и поддержания колеблющихся, по легкомыслию, в православной вере» был начат выпуск журнала «Самарские епархиальные ведомости». В журнале много места уделялось обзору различных неправославных вероучений и способам борьбы с ними. Рассчитаны такие публикации были на настоятелей приходов, где были сильны позиции сектантов или старообрядцев.
В штате Самарской епархиальной миссии появились первые миссионеры. Решением духовной консистории первым стал отставной матрос 31-го флотского экипажа Дмитрий Русанов, показавший себя опытным полемистом в диспутах со старообрядцами. С сентября по май он объезжал селения Николаевского и, по поручению епископа, иных уездов губернии. В диспутах и собеседованиях он умело и находчиво отстаивал «истины православия» в спорах с самыми авторитетными местными поповцами, беглопоповцами, поморцами и спасовцами.
Число штатных миссионеров было невелико, так в 1882 году в распоряжении комитета были священник села Тяглое Озеро Василий Соловьев, крестьянин Афиноген Курч(т)аев, николаевский мещанин Михей Муравьев и священник пригорода Ерыклинск Александр Вратский. Они за свои труды получали вознаграждение в 200—240 рублей. В 1881 году Курчаев провёл в сёлах Николаевского уезда 57 собеседований, из которых 31 было публичным. В результате 26 человек в трёх сёлах обратилось к православию. Муравьёв в том же году провел 22 беседы в Николаевске и его окрестностях, большей частью публичные, объехал 16 сёл и деревень Николаевского и Новоузенского уездов
Постепенный рост квалификации православных миссионеров создал возможность для организации всё большего числа публичных собеседований, в первую очередь со старообрядцами. Сначала в Самаре, а затем и в Бугурусланском, Бузулукском и Николаевском уезде были введены в практику воскресные публичные собеседования с сектантами и старообрядцами различных толков. Такие открытые собеседования имели явное преимущество перед частными, стимулируя интерес верующих к ним, позволяя участвовать широкому кругу желающих, предоставляя возможность для публичной критики, и развенчания старообрядческих учителей. Разбор ответов данных безпоповцами пригорода Белого Яра Ставропольского уезда на предложенные им вопросы и ответы на двенадцать их вопросов // Самарские епархиальные ведомости : журнал. — Самара, 1893. — № 7. — С. 107.. На подобных беседах подготовленные из духовенства и мирян лица объясняли основы православной веры. Среди миссионеров-мирян были особо известны отставной матрос Русанов и самарец Иван Савельев, которые могли чуть ли не сутками вести миссионерские беседы.
Уже в первые годы управления епископа Герасима в епархии было открыто до 400 церковно-приходских школ, во многих из которых обучались дети мусульман и молокан, что также способствовало миссионерским начинаниям владыки.
За пять лет усилиями Герасима и его помощников-миссионеров было обращено и возвращено в православие около 1000 человек. Однако, полагая это число незначительным, епископ подал ходатайство об открытии в Самарской епархии комитета Миссионерского общества: «Мы нуждаемся и очень — в свободных от забот по приходам — миссионерах, и ещё больше в средствах, необходимых для их содержания, для заведения при их станах училищ, библиотек, больниц». Его прошение было удовлетворено и 28 февраля 1871 года в торжественной обстановке в Самаре был открыт епархиальный комитет православного миссионерского общества.
Комитет занимался вопросами финансового обеспечения миссионерства: оплатой труда миссионеров, оплатой их проезда, арендой помещений, приобретением религиозной и церковной литературы, выделению пособий для новообращённых. Также комитет оказывал помощь руководству епархии в подборе миссионеров, их грамотном использовании, периодически направляя штатных миссионеров в селения, наиболее «заражённые расколом».
Епархия была поделена на пять миссионерских станов, однако скоро их пришлось разукрупнить, так как территории некоторых оказались больше территории уездов. Благочинные, поставленные во главе этих станов, не освобождались от своих прочих обязанностей, так что эффективно наладить миссионерскую деятельность и постоянно руководить ею на таких обширных территориях было довольно сложно. По-прежнему важнейшей фигурой православной миссии оставался приходской священник, разве что теперь миссионерская деятельность рассматривалась как важнейший долг перед церковью и паствой. Но подходящих для подобной работы священников было недостаточно. Некоторые священники сами стали готовить себе помощников из числа прихожан. Священник села Тяглое Озеро А. Минский организовал целые курсы, на которых семь человек из крестьян слушали лекции по истории православной церкви и раскола, о сущности церкви, таинствах, обрядах и прочему. Священнику села Новые Костычи помогал крестьянин С. Честнов, во многом благодаря усилиям которого ежегодно 10-20 человек новокостычевских старообрядцев обращались к православию или единоверию.
Грамотных священников-миссионеров должна была подготовить самарская духовная семинария. Среди её преподавателей нашлись талантливые миссионеры, из которых наиболее отличился инспектор семинарии протоиерей Дмитрий Орлов, хорошо показавший себя в обличении молокан, которых Герасим считал основной угрозой православию. Однако семинария находилась в довольно плачевном состоянии, испытывая множество хозяйственно-бытовых проблем, и не вполне могла достаточно подготовить своих выпускников даже к принятию священнического сана, не говоря уже о специальной подготовке в области миссионерства. А сами по себе государственные субсидии, выделявшиеся на организацию и содержание при пяти созданных миссионерских станах училищ, библиотек и больниц в отсутствие подготовленных миссионеров были слабоэффективны.
При епископе Серафиме в конце 1880-х годов была введена должность епархиального миссионера. Он должен был заниматься общим руководством противосектантской миссией, выполнять различные поручения епископа и духовной консистории по делами миссии. Для исполнения обязанностей ему предписывалось регулярно совершать поездки по епархии. Помощниками епархиальных миссионеров являлись окружные миссионеры благочинных округов, приходские священники и миссионеры-сотрудники — обычно крестьяне, хорошо знавшие Библию и Священное Предание, а позднее ещё и члены созданных кружков ревнителей православия.
При управлении епископа Владимира в 1891—1892 годах были возобновлены противораскольничьи и противосектантские беседы в самарских храмах, и он сам каждое воскресенье посещал их.
С начала 1890-х Самарская епархия вошла в период расцвета. К этому времени уже были организованы все необходимые епархиальные учреждения, организации духовного образования, сложились все необходимые епархиальные институты. Правящие архиереи теперь могли значительно больше времени посвящать вопросам собственно духовно-нравственной жизни в епархии, в том числе и миссионерству. Новую энергию в миссионерское движение в регионе вдохнул епископ Гурий, который занял кафедру Самарской епархии 24 октября 1892 года. Глубоко религиозный и ревностный миссионер, он своё внимание и заботы направил в первую очередь именно на развитие миссионерского дела и на увеличение и улучшение церковных школ, оказывающих большую поддержку этой миссии.

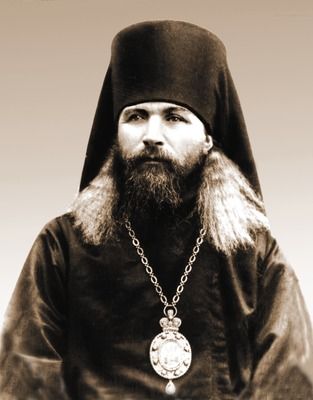
Епископ Гурий (Буртасовский)

Епископ Гурий начал активно привлекать к более активной миссионерской деятельности приходских священников. Он рукополагал в священнический сан наиболее грамотных и подготовленных представителей неславянского населения губернии. Он также ввёл употребление инородческих наречий за богослужением в тех приходах, где жили представители нерусских национальностей. Как Гурий сам говорил про себя: «только при мне начали доходить в св. храмах за богослужением глаголы живота вечного на их родных языках». Гурий же ввёл в Самарской духовной семинарии обучение местным языкам, семинаристы стали изучать мордовский, чувашский, татарский языки для проповеди в сельских районах губернии. Если в 1893 году среди клириков Самарской епархии чувашский язык знало лишь 3 священника, то в результате такой политики в 1899 году среди клириков епархии насчитывалось 128 человек, владевших чувашским языком: 74 священника (из них лишь 47 были чувашами по национальности) 17 дьяконов (12 чувашей), 37 псаломщиков (20 чувашей). Кроме этого в школах епархии преподавало ещё 123 человека, знавших чувашский.
Важную роль в своей работе Гурий отводил церковным школам грамоты, которые он требовал открывать по всей епархии, особенно в тех местах, где они могли иметь миссионерское значение — среди старообрядцев, сектантов и инородцев-язычников. Действовали и особые миссионерские школы, их к началу XX века насчитывалось 16 штук, в которых обучалось 545 мальчиков и 146 девочек.
В организации миссионерской деятельности были проведены некоторые изменения. В помощь священникам «раскольнических сёл» руководство епархии посылало членов консистории, преподавателей семинарии, священников губернских храмов. Это помогало выявить энергичных и способных проповедников, защитников интересов православной церкви.
Большое значение для успеха миссионерской деятельности Гурий придавал единоверию. Он стал первым из самарских епископов, кто совершал церковные службы по чинопоследованию старопечатных книг в единоверческой церкви, что позволило улучшить отношения с старообрядцами, увеличивая на них влияние православия. В его управление епархией появилось 15 единоверческих храмов, были открыты единоверческие приходы в старообрядческих центрах: в Бугуруслане, Николаевске, Кушуме, Озерках, Алексеевке, Ефановке, Луговой Александровке, деревне Троицкой и других. А для подготовки священников таких приходов в единоверческом Спасо-Преображенском мужском монастыре в 1893 году при школе открылось миссионерское отделение.
При Гурии начал служить первый реально практикующий единоверческий архиерей в качестве викарного — епископ Николаевский Тихон (Оболенский).
Заметную помощь епископу Гурию в его миссионерских начинаниях оказывал будущий новомученик архимандрит Вениамин, ректор Самарской духовной семинарии в 1902—1905 годах. С зимы 1902 года он ввёл в практику внебогослужебные беседы, на которых читалось Евангелие, а семинаристы учились его толковать и говорить поучения. Также были введены публичные собеседования со старообрядцами и сектантами по религиозным вопросам, на которых семинаристы учились искусству полемики. Основную дискуссию вёл преподаватель семинарии А. Ф. Малышев, также участвовали студенты старших классов, которые вели запись доводов и возражений, а после разбирали каждую беседу на уроках. Подобные «споры о вере» порой длились по 3-4 часа, они стали быстро популярны в городе, через год зал уже не вмещал всех желающих присутствовать, среди которых было немало представителей неправославных общин. Только за первый учебный год прошло 9 таких дискуссий.
В мае 1903 года архимандрит Вениамин организовал «миссионерскую экскурсию» в село Преполовенское Самарского уезда, где были сильны позиции старообрядцев-беспоповцев. В ней участвовали епархиальный миссионер священник Д. А. Александров, преподаватель семинарии К. А. Казанский и 16 студентов 5 и 6 классов. В сельском храме Венимаин отслужил пышную службу, произнёс проповедь, а семинаристы пели на клиросе, также исполняя обязанности пономаря и чтецов. После служб развернулись религиозные споры, в которых крестьянство в основном оказалось на стороне православия, хотя и во многом из-за благолепия и пышности церковной службы, не проводившейся у беспоповцев. По постановке «практического ознакомления воспитанников с миссионерскою полемикою» Самарская семинария была упомянута в отчёте обер-прокурора Священного Синода за 1903—1904 год как одна из лучших в стране.
8 марта 1893 года вышло секретное постановление самарской духовной консистории, в котором содержались рекомендации по борьбе с сектантством. Особо отмечалось, что духовенство не должно было рассчитывать на помощь полиции и светских властей, а «старалось даже сектантам и раскольникам внушать доверие и расположение к себе кротостью, беспристрастием, участливостью к житейским нуждам и крайнею осторожностью, дабы и выражениями не оскорблять веру их, даже погрешительную».
Некоторые священники успешно следовали данному распоряжению. Так священник села Старый Буян Помряскинский «уважал религиозные убеждения людей иного вероисповедания. В его приходе было много молокан; он не только их не преследовал, но даже они находили в нём всегда защиту». В Ставропольском уезде широко был известен и пользовался уважением как среди православных, так и старообрядцев священник пригорода Ерыклинска Александр Вратский, который в своё свободное время организовывал публичные и частные собеседования со старообрядцами сёл Ягодное, Хилково, Нижнее Санчелеево, Елховка, Кошки, Красный Яр и других, на которые собирались порой тысячи верующих.
Однако сам епископ Гурий (Буртасовский), обладая несколько сумасбродным и вспыльчивым характером, напротив, активно нарушал постановление. Хотя ещё в бытность его епископом Камчатским подобные методы активно критиковал известный педагог и миссионер Николай Ильминский, Гурий ввёл в практику при помощи гражданских властей отбирание детей от родителей, уклонившихся в сектантство, раскол или мусульманство. Такие дети помещались при православных монастырях, где должны были воспитываться в духе православной веры и христианского благочестия. Ильминский же полагал, что «насильственного разлучения на долгое время детей с их родными и родиной достаточно, чтобы возбудить общее неудовольствие». Впрочем подобная практика была вскоре прекращена, и многие дети были возвращены родителям.
Несмотря на подобные исключения, всё-таки основным способом воздействия православной церкви на сектантов являлись беседы. Однако при попытке создать новую секту или переходе из православия в какую-либо уже действующую могли применяться и такие меры, как отлучение от церкви. Так крестьяне с. Морши Николаевского уезда Лев Дружинин и Ксения Пенькова организовали секту «богомолов», что «…вызвало архипастырскую резолюцию об отлучении Дружинина и Ксении от общения со святой Церковью, вплоть до раскаяния, последовавшего 13 марта 1899 г.».
Умелая организация миссионерской деятельности значительно ослабила позиции сектантов и раскола в регионе в период управления Гурия. Численность старообрядцев, присоединившихся к православию и единоверию, возрастала год от года, хотя и неравномерно: от 90 человек в 1883 году до 764 человек в 1894 году. За свои миссионерские труды епископ Гурий в 1902 году был избран почетным членом Казанской духовной академии.
При следующем управителе Самарской епархией Константине, в 1908 году, был организован самарский епархиальный миссионерский совет, который состоял из председателя — правящего архиерея, ректора духовной семинарии, 2-х её преподавателей; 2-х протоиереев — членов духовной консистории; 2-х епархиальных миссионеров (одного для борьбы с сектантством, второго — для борьбы со старообрядчеством). Миссионерский совет находился в ведении самарской духовной консистории.
Вскоре после своего прибытия в Самару епископ Константин совершил длительную поездку по национальным приходам епархии, посещая даже самые отдалённые селения. Его стараниями во многих таких селениях были построены храмы и открыты новые приходы. Он рукоположил в священники более 10 человек, происходивших из нерусских национальностей Самарской губернии, ставших миссионерами. Были созданы педагогические курсы для учителей различных национальностей, проводились миссионерские съезды.
По-прежнему, в местах компактного проживания сектантов и раскольников по воскресеньям и праздничным дням в храмах или, при их отсутствии, в школах проводились чтения литературы религиозно-нравственного содержания и публичные дискуссии, а также частные беседы. Число подобных бесед в епархии росло год от года: в 1912 году их состоялось 1075, в 1914 году — 2147. Подобные мероприятия сопровождались бесплатной раздачей религиозной и антисектантской литературы, издававшейся в том числе и на местных языках.
Руководили подобной работой в основном священники с семинарским образованием. Большую помощь им оказывали члены кружков ревнителей православия, которые были созданы во всех уездах Самарской губернии. В 1911 году в епархии существовало 7 кружков, а в 1913 году насчитывалось уже 59 таких кружков. А для лучшей подготовки к миссионерской деятельности в Самаре были устроены миссионерские курсы, на которых обучались члены этих кружков, приходские священники и миссионеры-сотрудники. Длительность обучения доходила до 30 дней, и число слушателей курсов превышало 30 человек, так в 1912 году насчитывалось 35 слушателей.
В 1915 году в епархии появилась должность книгоноши, которым стал некий Евстафий Оленин. В его обязанности входило распространение (раздача и, по возможности, продажа) религиозной литературы. Он был призван дополнить работу миссионерских библиотек, которые действовали во всех приходах Самары, в Новоузенске, а также в 34 сёлах и 1 деревне 5 уездов губернии, в местах, где проживало большое количество сектантов. Крупнейшей была епархиальная миссионерская противосектантская и противораскольническая библиотека. Инициатором её создания в 1874 году выступил протоиерей Д. Н. Орлов. После её создания первым библиотекарем стал монах Арсений (Савченков), а некоторое время спустя и сам Дмитрий Орлов. Позднее ею заведовали епархиальные миссионеры: Д. А. Александров и Михаил Алексеев.
Миссионеры должны были ежегодно отчитываться перед архиереем о конфессиональной ситуации в подведомственном им районе, однако контроль за истинностью подобных отчётов отсутствовал, из-за чего некоторые цифры не поддаются объяснениям, и, вероятно, далеки от истинных. Так по отчёту за 1911 год в Самарской губернии проживало 87 523 старообрядцев, по дальнейшим отчётам их число постоянно снижалось, но в 1914 году их вновь насчитывалось 88 тысяч.

### Эффективность
Несмотря на все эти противосектантские меры, активную миссионерскую работу и государственные субсидии миссионерских станов, религиозное инакомыслие в Самарской губернии не только не было искоренено, но и развивалось. Так за 1882—1915 годы количество сектантов увеличилось в 2,8 раза, при том, что число православных выросло только в 1,7 раза. Всего за период с 1870 по 1899 год миссионерами было крещено 747 человек, но только в 1899 году на содержание миссионерских школ в губернии Православное миссионерское общество выделило 8217 рублей. По данным отчётов в 1911 году к православию на условиях единоверия присоединилось 200 человек, и без всяких условий 334 человека, ушло же к старообрядцам — 36 человек; в 1914 году в РПЦ перешло 373 человека (223 православных и 150 единоверцев, а в старообрядчество обратилось 44 человека, а среднегодовое число «обращённых» в православие и единоверие в 1890-е выросло в 2,5 раза по отношению к показателям 1870-х, за этот же период численность старообрядцев выросла в губернии вдвое.
Среди причин такой низкой эффективности миссионерства исследователи указывают недостаточное финансирование, не позволявшее ввести должности уездных миссионеров, низкий образовательный уровень среди священников епархии вообще и сотрудников миссии в частности, а также социально-политическую обстановку, сложившуюся в Российской империи в конце XIX — начале XX века. Ещё одной причиной было неприятие некоторой частью общества официальной церкви, которая воспринималась как часть государственной бюрократической машины. Таки люди переходили на позиции нигилизма и атеизма.
Были и иные проблемы, большая роль отводилась епархиальным миссионерам, но один из них, протоиерей Михаил Алексеев, по отзывам современников, проявлял пассивность и «ничего не делал».
Огромное влияние на православное миссионерство оказало общее изменение государственной политики по отношению к неправославным учениям. Закон Александра III от 3 мая 1883 года «О даровании раскольникам некоторых прав гражданских и по отправлению духовных треб» по сути заложил новые начала государственной религиозной политики, государственная власть абстрагировалась от борьбы с расколом. А указ Николая II от 17 апреля 1905 года «Об укреплении начал веротерпимости» закрепил политику веротерпимости на практике, Русская Православная церковь лишилась эффективных инструментов борьбы с иноверием, и в дальнейшем её миссионеры могли использовать только беседы, религиозные диспуты и проповеди. И несмотря на постоянное совершенствование миссионерской службы в епархии её результаты были далеки от ожидаемых, эффективно противостоять старообрядчеству и расколу православная церковь не смогла.

## Советское время
В 1917 году Самарский епархиальный миссионерский совет был ликвидирован
В дальнейшем, почти всё время существования советской власти миссионерская деятельность в регионе практически не осуществлялась. Лишь архиепископ Алексий во второй половине 1940-х годов, в период некоторого послабления гонений на православную церковь со стороны советского государства, планировал организовать миссионерскую деятельность в своей епархии, рекомендовал священника П. А. Левитского на должность епархиального миссионера. Однако подобная инициатива епископа была крайне негативно встречена местными властями и пресечена.
Только после поместного собора Русской православной церкви 1988 года светские власти перестали вмешиваться во внутрицерковные отношения. Православные приходы вновь получили возможность осуществления миссионерской деятельности.

## Российская Федерация
В 2012 году Самарская епархия была разделена на три: Самарскую, Кинельскую и Отрадненскую. В каждой из епархий действует миссионерский отдел. Основная миссионерская работа проводится среди молодёжи и заключённых. За всеми исправительно-трудовыми колониями закреплены православные священники. заключённым передаётся религиозная литература, книги, аудиозаписи. С 2004 года на Грушинском фестивале авторской песни действует православный миссионерский лагерь. Насельники лагеря участвуют в музыкальной программе фестиваля, распространяют религиозную литературу, организовывают и проводят экологические акции.
Строящийся Поволжский православный институт должен заниматься в том числе и подготовкой православных миссионеров.
В рамках миссионерского направления деятельности Самарской митрополии впервые в России действует проект по созданию тематических миссионерских ковчегов для духовно-просветительской работы.
Миссионерской деятельность также занимается центр духовного просвещения «Радонеж», созданный в 1997 году в Самаре при храме во имя преподобного Сергия Радонежского. Одним из направлений деятельности центра является миссионерство в школах и трудовых коллективах города и области. В 2004 году появилось «Самарское православное молодежное движение» (СПМД), которое также занимается миссионерством: проводит встречи со студентами, работает с общественными организациями, историческими клубами Самарской области.
Однако в современной Самарской области миссионерством занимаются не представители православной церкви. На территории региона активно действуют и ведут миссионерскую деятельность многочисленные общины лютеран, баптистов, пятидесятников, методистов, адвентистов седьмого дня и прочие. Для агитации они проводят циклы бесед и лекций, проходящих в кинотеатрах и дворцах культуры, активно сотрудничают со средствами массовой информации.
Русская православная церковь, в свою очередь, ведёт контрмиссионерскую политику, неоднократно предлагая властям ограничить деятельность «нетрадиционных» для региона иностранных миссий и религиозных организаций. Создан реабилитационный центр для помощи людям, пострадавшим от деятельности сект и псевдорелигиозных объединений. Миссионерский отдел епархии проводит конференции, круглые столы, встречи и беседы со школьниками и студентами. Органам законодательной и исполнительной власти оказывается информационная поддержка о деятельности деструктивных культов и религиозных доктринах. С октября 2009 года начал работу экспертный совет по проведению государственной религиоведческой экспертизы при управлении Министерства юстиции РФ по Самарской области